# Affaire des avions renifleurs
Als Affaire des avions renifleurs (Skandal der Schnüffel-Flugzeuge) ist ein Betrugsskandal bei der Firma Elf Aquitaine bekannt, der die Firma rund 1 Milliarde Franc kostete. Den Betrügern gelang es, dem französischen Staatskonzern vorzugaukeln, eine effiziente Methode zur Ölsuche aus der Luft zu besitzen. Verwickelt waren hohe Staatsbeamte und Politiker, für die die Ölsuche nach der Ölpreiskrise hohe Priorität hatte, um die Energieunabhängigkeit Frankreichs sicherzustellen. Der Betrug flog 1979 auf, an die Öffentlichkeit kam er allerdings erst 1983 durch die Ermittlungen des Journalisten Pierre Péan der Zeitschrift Le Canard enchaîné. 
Die Urheber des Betrugs waren ein italienischer Fernsehreparateur und Erfinder namens Aldo Bonassoli und sein belgischer Finanzier, der Ingenieur Alain de Villegas. Im Mai 1976 unterzeichneten sie mit Elf Aquitaine einen Vertrag über die Entwicklung eines Radars zur Ölsuche aus dem Flugzeug heraus über 400 Millionen Franc (270 Millionen Euro). Vermittler waren der  ehemalige Geheimdienstagent und Anwalt Jean Violet, der ehemalige Vorstand von Elf Aquitaine Antoine Pinay und der Bankier der UBS Philippe de Weck. Genehmigt wurde der Handel durch den Premierminister Raymond Barre und den Präsidenten der Republik Valéry Giscard d’Estaing. Ein Test über Brest verlief erfolgreich: Die Erfinder sollten mit dem Flugzeug Ölreserven in der Gegend finden, die Elf Aquitaine bereits bekannt waren. Allerdings kannten die Betrüger die Lagerstätten aus internen Unterlagen von Elf Aquitaine. Wissenschaftlichen Einwänden begegneten sie mit der Drohung, die Erfindung in die USA oder den Nahen Osten zu verkaufen.
Die Betrüger erhielten immer neue Gelder von Elf, insgesamt rund eine Milliarde Franc. Dafür forschten Bonassoli und Villegas angeblich auf dem Schloss von Villegas bei Brüssel, dem Château de Rivieren (Ganshoren), an ihrer Erfindung. Die ersten Risse bekam ihre Geschichte, als der neue Präsident von Elf Albin Chalandon 1977 zwei unabhängige Physiker mit der Beurteilung der Erfindung beauftragte. Außerdem wurde auf Empfehlung der Betrüger hin in Südafrika nach Öl gebohrt, man stieß aber nur auf Basalt, während Ölfunde nur in Sedimentgesteinen zu erwarten waren. Die Bohrungen verschlangen 100 Millionen Franc, die Betrüger redeten sich aber damit heraus, dass man hätte tiefer bohren sollen. Außerdem gelang es ihnen, das Militär zu überzeugen, dass man mit ihrer Erfindung auch Atom-U-Boote der Franzosen entdecken könne, weswegen sie zur Geheimsache erklärt wurde. Schließlich gelang es dem Physiker Jules Horowitz, die Betrüger bei einer Demonstration ihrer Erfindung zu überführen. Die Betrüger pflegten ein Objekt hinter einer Wand auf ihrem Bildschirm zu verorten und wollten das auch diesmal tun, Horowitz hatte aber vorher ohne deren Wissen die Lage des Objekts verändert.
Im Juli 1979 kündigten die neuen Chefs von Elf Aquitaine den Vertrag. Etwa 500 Millionen Franc konnten noch gesichert werden, der Rest floss über Konten in Panama hauptsächlich an Violet und de Weck, die damit konservative (katholische) politische Kreise in Frankreich und Italien finanzierten (Istituto per le Opere di Religione). Die Betrüger Bonasolli und Villegas erhielten nur einen kleinen Teil der Millionenbeträge. Ein Bericht des französischen Rechnungshofs kam auf endgültige Verluste, teilweise durch Manipulationen im Umfeld des Skandals, von 750 Millionen Franc. Der Premierminister Barre bestand darauf, die einzige Kopie des Berichts zu erhalten, der schließlich Ende 1982 vernichtet wurde. Der Journalist Péan gelangte durch Gerichtsbeschluss schließlich aber doch noch an eine Kopie.
Eine französische parlamentarische Untersuchungskommission erstellte 1984 einen Bericht, in der Giscard d’Estaing entlastet wurde, Barre aber nur teilweise. Mitterrand hatte interveniert, so dass der ehemalige Premier Barre nicht vor der Kommission auszusagen brauchte.
Bonassoli zog wieder nach Italien, wo er in Lurano erneut Fernseher reparierte; Villegas zog finanziell ruiniert nach Südamerika.